# كأس المكسيك 1941-42
كأس المكسيك 1941-42 هو موسم من كأس المكسيك. كان عدد الأندية المشاركة فيه 16، وفاز فيه أتلانتي إف سي.